# Carla Marins
Carla Cristina Marins (Campos dos Goytacazes, 7 de junho de 1968) é uma atriz brasileira.

## Biografia
Nasceu em Campos dos Goytacazes, cidade no Norte Fluminense, e posteriormente saiu de Campos pra se radicar em Niterói, cidade que era a então a capital estadual do Rio de Janeiro. Foi na escola que Carla Marins descobriu sua vocação. Desde pequena, vivia dizendo que queria ser pediatra, mas o que gostava mesmo era de representar. Percebeu isso aos 14 anos, quando foi escolhida para fazer o papel principal da peça O Boi e o Burro a Caminho de Belém, de Maria Clara Machado. Depois disso, Carla Marins decidiu que queria ser atriz; com 15 anos, faz curso de teatro na Escola de Artes Visuais do Parque Lage, no bairro do Jardim Botânico, na cidade do Rio de Janeiro.

## Carreira
Aos 16 anos, com o apoio dos seus pais, Carla Marins começou a investir na carreira e fez vários testes para comerciais. Seu primeiro trabalho foi uma propaganda do McDonald's. Fez o filme para a TV e a locução para rádio. Nessa mesma época, passou a frequentar escolas de teatro e ficou sabendo que a Globo estava precisando de jovens para participar da novela Hipertensão. Como fazia o curso de interpretação com Wolf Maya, ele a convidou para participar do teste e foi aprovada para interpretar uma personagem em 'Hipertensão' quando tinha 17 anos; foi contratada e ficou por cerca de 20 anos na TV Globo.
Posou nua aos 24 anos para a edição de aniversário da revista Playboy, em 1992;  posteriormente se arrependeria e, em entrevista ao jornal O Globo em 2021, afirmaria que "Me arrependi já durante as fotos, mas não podia desistir, pagaria uma multa imensa. Estava em Cancún e tive uma experiência horrível com o fotógrafo. Não tinha nada a ver comigo. Isso, para mim, é a marca mais clara de que a gente não possuía senso crítico. Eu tinha uma carreira. Meu corpo serve para atuação, mas para ser objeto de prazer do outro? Já elaborei tudo isso, mas foi muito esquisito."
Ela tem em seu currículo atuações nas novelas Bambolê, interpretando a mimada Cristina, uma das filhas do protagonista Álvaro (Cláudio Marzo), Bebê a Bordo, interpretando Sininho, Pedra sobre Pedra, interpretando Eliane, Tropicaliente, interpretando Dalila, namorada de Cassiano (Márcio Garcia), e História de Amor, em que viveu a mimada e inconsequente Joyce, filha de Helena (Regina Duarte) e uma das personagens centrais da trama, entre outras novelas, e uma comentada participação no clipe Garota Nacional, da banda mineira Skank.
Depois da participação da novela A Indomada, em 1997, Carla Marins afastou-se, por dois anos da TV. Nesse período, ela se casou, mudou para São Paulo e deu preferência à vida pessoal e cursos de teatro. Voltou em 1999, na novela Vila Madalena.
Depois de Vila Madalena, Carla viveu a viúva Judite em Porto dos Milagres, novela de 2001. Fez, ainda pequenas participações na Kubanacan, em 2003 e na novela Bang Bang, em 2005.Nesse meio tempo, atuou nas peças Melanie Klein, em 2003, ao lado de Natália Thimberg e Rita Elmôr, e O Pequeno Eyolf, de Ibsen, em 2005, além de ter participado de episódios do seriado A Grande Família e Sítio do Picapau Amarelo. Em 2006, participou da novela Pé na Jaca, interpretando Dorinha.
Em 2008, Carla esteve no elenco do seriado Faça Sua História (Globo)  e participou dos curta-metragens Subsolo e Mãe. Em 2009, tomou uma decisão radical. Depois de atuar por 22 anos na Rede Globo, a atriz resolveu, em novembro de 2009, mudar para o SBT. Tudo porque se sentiu extremamente seduzida por Serafina Rosa, protagonista de Uma Rosa com Amor, novela que estreou em 2010. "Fiquei ainda mais tentada a aceitar o convite do Del Rangel quando pesquisei na internet sobre a novela e descobri que na primeira versão a Serafina foi feita pela Marília Pêra, que é uma das atrizes que mais admiro na tevê", explicou ela, referindo-se ao diretor-geral da novela.
Em 2011, a atriz deixou o SBT e voltou para a Rede Globo, onde interpretou a vilã Amanda na telenovela Morde & Assopra.No ano seguinte, íntegra o elenco da 20ª temporada de Malhação como Alice, mãe de Dinho (Guilherme Prates). 
Em 2017, a atriz assina com a RecordTV para fazer a novela Apocalipse.Em 2019, integra o elenco da série médica Ala Leste, interpretando Karla, transmitida pelo Prime Box Brazil. No mesmo canal, em 2021, protagonizou, ao lado de Thierry Figueira, a série Amélio, O Homem Invencível; ainda no mesmo ano, voltou à Record em Gênesis.
Voltou à Rede Globo em 2025, quando foi anunciada no elenco de Três Graças como a empresária Xênica, marcando sua volta à teledramaturgia da emissora após doze anos. 

## Vida pessoal
Carla perdeu o padrasto, o advogado Floriano Alberto Mota Cruz, assassinado por um cidadão desconhecido que o agrediu a pauladas, no começo de 1994. Seu pai biológico, Carlos, também fora assassinado quando ela era pequena. Em uma entrevista de 1995, Carla afirmou ser adpeta do espiritismo e acreditar em reencarnação e na crença de que tudo acontece por uma razão: "Por isso, não reclamo de nada que acontece na minha vida".
Marins é casada com o personal trainer Hugo Baltazar desde 2006, com quem tem um filho, Leon, nascido em 16 de outubro de 2008. Carla é associada ao Movimento Humanos Direitos.

## Filmografia

### Televisão
| Ano  | Título                        | Papel                             | Notas                                                  |
| ---- | ----------------------------- | --------------------------------- | ------------------------------------------------------ |
| 1986 | Hipertensão                   | Carola                            |                                                        |
| 1987 | Bambolê                       | Cristina Galhardo                 |                                                        |
| 1988 | Bebê a Bordo                  | Maria Luísa Rêgo Grande (Sininho) |                                                        |
| 1989 | O Sexo dos Anjos              | Gilda dos Santos Gianelli (Gigi)  |                                                        |
| 1990 | Delegacia de Mulheres         | Alice                             | Episódio: "Acima de Qualquer Suspeita"                 |
| 1990 | A, E, I, O... Urca            | Suzy Lee                          |                                                        |
| 1990 | Araponga                      | Arlete                            |                                                        |
| 1992 | Pedra sobre Pedra             | Eliane                            |                                                        |
| 1993 | O Mapa da Mina                | Elisa Souto                       |                                                        |
| 1993 | Caso Especial                 | Rosa                              | Episódio: "O Besouro e a Rosa"                         |
| 1994 | Tropicaliente                 | Dalila                            |                                                        |
| 1995 | História de Amor              | Joyce Assunção                    |                                                        |
| 1997 | A Indomada                    | Dinorá Fernandes                  |                                                        |
| 1997 | A Comédia da Vida Privada     | Laurinha                          | Episódio: "Papai Foi à Lua"                            |
| 1998 | Mulher                        | Fernanda                          | Episódio: "Prazeres e Limites"                         |
| 1998 | Você Decide                   | Andréa                            | Episódio: "A Neta"                                     |
| 1999 | Você Decide                   | Duda                              | Episódio: "Assunto de Família"                         |
| 1999 | O Belo e as Feras             | Júlia                             | Episódio: "Dinheiro Só Traz Felicidade"                |
| 1999 | Vila Madalena                 | Nancy Xavier                      |                                                        |
| 2000 | Brava Gente                   | Estefânia                         | Episódio: "O Casamento Enganoso"                       |
| 2001 | Porto dos Milagres            | Judite de Los Reis                |                                                        |
| 2002 | A Grande Família              | Rosemary                          | Episódio: "Vai Ser Tuco na Vida"                       |
| 2002 | Retrato Falado                | Luana                             | Episódio: "Sônia"                                      |
| 2003 | Sítio do Picapau Amarelo      | Mula-sem-cabeça / Betina          | Episódio: "O Primo do Carijó"                          |
| 2003 | Kubanacan                     | Oleana                            | Episódios: "20–22 de junho"                            |
| 2006 | Bang Bang                     | Alba                              | Episódio: "21–28 de março"                             |
| 2006 | A Grande Família              | Cida                              | Episódio: "O Ovo da Serpente"                          |
| 2006 | Pé na Jaca                    | Isadora Cabedelo Haddad (Dorinha) |                                                        |
| 2006 | Papai Noel Existe             | Filha de Jonas                    | Especial de fim de ano                                 |
| 2008 | Faça Sua História             | Adalgisa dos Santos (Gigi)        |                                                        |
| 2010 | Uma Rosa com Amor             | Serafina Rosa Petrone             |                                                        |
| 2011 | Morde & Assopra               | Amanda Goulart                    |                                                        |
| 2012 | Malhação: Intensa como a Vida | Alice Miranda                     | Temporada 20                                           |
| 2013 | As Canalhas                   | Irmã Angélica                     | Episódio: "Irmã Angélica"                              |
| 2015 | Os Homens São de Marte        | Joana                             | Episódio: "Tudo Tem Seu Tempo" Episódio: "Tempo Amigo" |
| 2016 | O Negócio                     | Cibele                            | Episódio: "O Amigo"                                    |
| 2017 | Apocalipse                    | Tiatira Abdul (Titi)              |                                                        |
| 2019 | Ala Leste                     | Karla Munhael                     |                                                        |
| 2021 | Amélio, O Homem de Verdade    | Helena                            |                                                        |
| 2021 | Gênesis                       | Adália                            | Fase: Jornada de Abraão                                |
| 2025 | Três Graças                   | Xênica                            |                                                        |

### Cinema
| Ano  | Título         | Papel | Notas          |
| ---- | -------------- | ----- | -------------- |
| 2008 | Subsolo        |       | Curta-metragem |
| 2008 | Mãe            | Mãe   | Curta-metragem |
| 2014 | Jogo de Xadrez | Beth  |                |

## Teatro
| Ano     | Título                                         |
| ------- | ---------------------------------------------- |
| 1985    | Valsa nº 6                                     |
| 1987    | Calibã                                         |
| 1990    | O Rei Arthur e os Cavaleiros da Távola Redonda |
| 1991    | As Mil e Uma Noites                            |
| 1992–94 | O Livro dos Cegos                              |
| 1996    | A Noite de Todas as Ceias                      |
| 2001    | As Lágrimas Amargas de Petra Von Kant          |
| 2003    | Melanie Klein                                  |
| 2004–06 | O Pequeno Eyolf                                |
| 2005    | Nocaute                                        |
| 2014    | Duas Vezes um Quarto (2x1/4)                   |

## Prêmios e indicações
| Ano  | Prêmio                             | Categoria                                 | Nomeações           | Resultado |
| ---- | ---------------------------------- | ----------------------------------------- | ------------------- | --------- |
| 1987 | Prêmio Mambembe                    | Melhor Atriz Revelação                    | Calibã              | Indicado  |
| 2008 | Brazilian Film Festival of Toronto | Melhor Atriz (curta-metragem)             | De Volta ao Subsolo | Venceu    |
| 2009 | Prêmio Arte Qualidade Brasil       | Melhor Atriz de Série ou Projeto Especial | Faça Sua História   | Indicado  |
| 2015 | Prêmio ABC de Cinema               | Melhor Atriz                              | Jogo de Xadrez      | Indicado  |
| 2015 | Festival SESC de Melhores Filmes   | Melhor Atriz (voto júri)                  | Jogo de Xadrez      | Indicado  |
| 2015 | Festival de Cinema dos Sertões     | Melhor Atriz                              | Jogo de Xadrez      | Indicado  |